# Шумный, Владимир Константинович
Влади́мир Константи́нович Шу́мный (род. 12 февраля 1934, село Ховмы, Черниговская область, УССР) — советский и российский генетик, академик РАН. С 1986 года по 2007 год — директор Института цитологии и генетики СО РАН.

## Биография
Владимир Константинович Шумный родился 12 февраля 1934 года в селе Ховмы Черниговской области. Его отец, Константин Тарасович Шумный, работал зоотехником; мать, Полина Ильинична, была колхозницей. В 1953 году окончил среднюю школу в селе Ядуты Борзнянского района, а в 1958 году — биолого-почвенный факультет МГУ по специальности «ботаника».
В том же 1958 году В. К. Шумный переехал в новосибирский Академгородок и поступил на работу в Институте цитологии и генетики СО АН СССР (ИЦиГ), где последовательно занимал должности старшего лаборанта, младшего научного сотрудника, заведующего лабораторией, заместителя директора ИЦиГ по научной работе. В 1965 году он защитил диссертацию на соискание учёной степени кандидата биологических наук (тема — «Экспериментальное получение и характеристика тетраплоидов кукурузы»), а в 1973 году — докторскую диссертацию (тема — «Исследование действия генов в связи с проблемой гетерозиса у растений»). В 1982 году ему было присвоено учёное звание профессора по специальности «генетика».
15 марта 1979 года избран членом-корреспондентом АН СССР, а 15 декабря 1990 года — действительным членом АН СССР (с 1991 г. — РАН) по Отделению общей биологии.
С 1985 по 2007 годы был директором Института цитологии и генетики СО РАН; с 2007 года — советник РАН. С 1985 года является также председателем Объединённого учёного совета по биологическим наукам СО РАН.
С 1986 года является заведующим кафедрой цитологии и генетики факультета естественных наук Новосибирского государственного университета. С 2004 года — президент Вавиловского общества генетиков и селекционеров России.
Является членом Европейской академии наук, НАН Республики Беларусь, НАН Украины и УААН.

## Научная деятельность
Основные направления научных исследований В. К. Шумного относятся к генетике растений и связаны с проблемами полиплоидии, гетерозиса, генной и хромосомной инженерии. Он создал модели для изучения эффектов гетерозиса и полиплоидии, исследовал механизмы сверхдоминирования на основе моногенных мутаций (в частности, получил уникальную мутацию, позволяющую усилить активность нитратредуктазы — одного из важнейших ферментов, ответственных за азотный обмен у растений). Вместе с сотрудниками выполнил большой цикл работ по отдалённой гибридизации у злаковых, получив уникальные межродовые гибриды.
Автор более 400 научных работ (в том числе четырёх монографий и двух учебников) по проблемам генетики. Имеет 7 патентов на изобретения и 9 авторских свидетельств на районирование сорта.

## Награды
- Орден Трудового Красного Знамени (1977)[2]
- Орден «Знак Почёта» (1982)[2]
- Орден «За заслуги перед Отечеством» IV степени (1999) — за большой вклад в развитие отечественной науки, подготовку высококвалифицированных кадров и в связи с 275-летием Российской академии наук[5]
- Орден «За заслуги перед Отечеством» III степени (2007)[6]
- Премия имени академика В.А. Коптюга (СО РАН, 26 апреля 2007) — за серию совместных работ «Реорганизация ядерного и цитоплазматического геномов при создании новых форм злаков методами биотехнологии»[4]
- Золотая медаль РАН им. Н. И. Вавилова (2008) — за серию работ «Изучение явлений гетерозиса, полиплоидии, хромосомной и генной инженерии у растений, а также создание ценных селекционных форм»[1]

## Личная жизнь
Женат, имеет двоих детей.